# LSV Bad Zwischenahn
Der LSV Bad Zwischenahn (kurz für offiziell Luftwaffensportverein Bad Zwischenahn) war ein Sportverein aus Bad Zwischenahn. Die Fußballmannschaft spielte ein Jahr in der seinerzeit erstklassigen Gauliga Weser-Ems.

## Geschichte
Der Verein wurde um das Jahr 1940 gegründet. Im Sommer 1943 wurde die Mannschaft in die Gauliga Weser-Ems aufgenommen und der Gruppe Oldenburg-Friesland zugeteilt. Dort verlor der LSV mit 1:7 beim VfB Oldenburg und gewann bei Reichsbahn Cloppenburg mit 5:2. Zum Spiel bei Victoria Oldenburg traten die Zwischenahner nicht an, so dass das Spiel für sie als verloren gewertet wurde. Anschließend wurde die Mannschaft des LSV vom Spielbetrieb zurückgezogen. 1944 wurde der Verein aufgelöst.